# Charaxes vansoni
The Van Son's Emperor (Charaxes vansoni) là một loài bướm thuộc họ Nymphalidae. Nó được tìm thấy ở miền nam châu Phi.
Sải cánh dài 48–56 mm đối với con đực và 50–60 mm đối với con cái. Bướm bay từ quanh năm, đỉnh điểm from tháng 2 đến tháng 5 và in spring.
Larvae of Charaxes vansoni feed on Peltophorum africanum.